# Emanuel Martig

Hofwil im 19. Jahrhundert

Emanuel Martig (* 27. Juni 1839 in Lenk; † 19. Februar 1906 in Bern, Kanton Bern) war ein reformierter Schweizer Pfarrer und Pädagoge.

## Leben
Martig wurde 1839 als Sohn des David Martig und der Elisabeth Burren in Lenk geboren. Er war Bürger von St. Stephan BE. Von studierte Theologie er an der Universität Bern. Von 1873 bis 1880 war er Pfarrer in Brienz, Huttwil und Münchenbuchsee. 

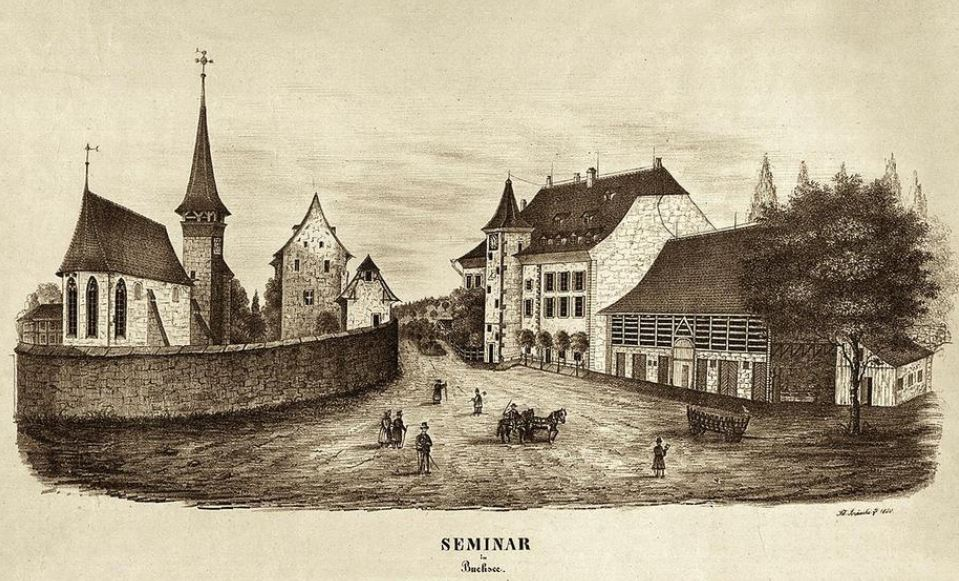
Lehrerseminar Schloss Münchenbuchsee, 1850

Von 1880 bis 1905 leitete er das Berner Lehrerseminar im Schloss Münchenbuchsee und in Hofwil.
Um 1850 waren die Auseinandersetzungen zwischen Konservativen und Liberalen um das staatliche Lehrerseminar seltener geworden. Das neue Evangelische Seminar Muristalden war keine Konkurrenz, da es beide Anstalten brauchte, um den grossen Bedarf an Lehrern zu decken. Weil es im Schloss zu eng wurde, kaufte der Kanton 1884 das „Grosse Haus“ und andere Teile des ehemaligen Fellenberg-Gutes in Hofwil. Nachdem das „Grosse Haus“ baulich für die Aufnahme des Seminars angepasst worden war, wurde der Sitz des staatlichen Berner Lehrerseminars 1884 nach Hofwil verlegt.
1903 beschloss der Grosse Rat das Seminar zu vergrössern und gleichzeitig in ein Unterseminar in Hofwil (beide unteren Jahrgänge) und ein Oberseminar in Bern (beide oberen Jahrgänge) aufzuteilen. Das Oberseminar sollte kein Internat mehr bilden, damit den künftigen Lehrern der Zugang zu den kulturellen Einrichtungen und der Lebensart der Stadt erleichtert würde. 
Auf die Eröffnung des neuorganisierten Seminars im Herbst 1905 hin trat Martig aus Altersgründen zurück.

„Nun da die grossen Schwierigkeiten glücklich überwunden, die vielen Hindernisse beseitigt und die Organisationsarbeiten beendigt sind, kann ich ruhig zurücktreten weil ich die Gewissheit habe, dass die Lehrerbildung auf der jetzt freien und geebneten Bahn sich gedeihlich weiter entwickeln kann.“

## Werk
Martig konnte damals in dreieinhalbjähriger Ausbildungszeit mit 30 Seminaristen pro Klasse und bei knappen Ressourcen ein wohldurchdachtes Ausbildungskonzept realisieren. Seine Kernstücke der Lehrerbildung waren die berufsbildenden Fächer: allgemeine Pädagogik, Geschichte der Pädagogik, Psychologie, Methodik, Schulkunde und die praktischen Übungen in der Übungsschule. Um diese Fächer selber unterrichten zu können, musste er sich das pädagogische Wissen seiner Zeit erarbeiten und es dem Auffassungsvermögen seiner Seminaristen anpassen sowie dabei die Bedürfnisse der Volksschule im Auge behalten.
In seinem Bericht über das Seminar Hofwyl für die Jahre 1885 bis 1888 legte Martig Rechenschaft darüber ab, wie der Unterricht in den drei Jahren seit dem Umzug vom Schloss Münchenbuchsee aufgebaut wurde und was in den einzelnen Fächern behandelt worden war. Martig achtete auf das Zusammenspiel der allgemeinbildenden und berufsbildenden Elemente und zwar in allen Fächern. Ein praktischer Lehrer sollte sich nicht nur durch grosse Routine in einer gewissen Methode auszeichnen, sondern er sollte im Besitze einer gründlichen wissenschaftlichen Vorbildung sein, damit er den zu unterrichtenden Unterrichtsstoff auch denkend durchdringen konnte.
Mit den Erfahrungen aus seinem Unterricht schrieb er drei Lehrbücher: Anschauungspsychologie 1888, Lehrbuch der Pädagogik für Lehrer- und Lehrerinnenseminare sowie zum Selbstunterricht 1890, Geschichte der Pädagogik in ihren Grundzügen 1901. Er war der Verfasser eines preisgekrönten Lehrbuchs für den Religionsunterricht in den Volksschulen.
Die 1876 in Genf erschienene französischsprachige Fassung seines Lehrbuchs der Pädagogik (Manuel d’enseignement pour les écoles et les collèges) wurde per Dekret der römisch-katholischen Glaubenskongregation vom 1. Juli 1878 auf den Index gesetzt.

## Schriften (Auswahl)
- Unterweisungen in der christlichen Lehre nach biblischen Abschnitten. Bern 1872. (21. Aufl.: Francke, Bern 1915).
- Lehrbuch für den confessionslosen Religionsunterricht in der Volksschule. J. Dalp, Bern 1876. (Digitalisat).
- mit Grossrath Bütigkofer: Die Reorganisation des Volksschulwesens im Kanton Bern. Suter & Lierow, Bern 1882. (Digitalisat).
- Bericht über das Seminar Hofwyl. In: Jahresbericht über die bern. Lehrerbildungs-Anstalten Hofwyl und Pruntrut für das Schuljahr 1884/85. Collin, Bern 1886.
- Anschauungs-Psychologie mit Anwendung auf die Erziehung: für Lehrer- und Lehrerinnen-Seminarien sowie zum Selbstunterricht. Verlag Schmid & Francke, Bern 1888. (8 Auflagen bis 1911).
- Bericht über das Seminar Hofwyl für die Jahre 1885–1888. Bern 1889.
- Lehrbuch der Pädagogik für Lehrer- und Lehrerinnen-Seminarien sowie zum Selbstunterricht. Schmid, Francke & Co., Bern 1890. (Digitalisat).
- Geschichte der Pädagogik in ihren Grundzügen mit besonderer Berücksichtigung der Volksschule, nebst einem Anhang über die Entwicklung des Volksschulwesens in der  Schweiz. Für Lehrer- und Lehrerinnen-Seminare sowie Selbstunterricht. Schmid & Francke, Bern 1901. (Digitalisat). (Reprint: Kessinger Publishing 2010, ISBN 978-1168590916).
- Geschichte des Bernischen Lehrerseminars zu Hofwil und Bern von 1883 bis 1905. Bern 1905.